# 614 هـ
614 هـ هي سنة في التقويم الهجري امتدت مقابلةً في التقويم الميلادي بين سنتي 1217 و1218.

## مواليد
- بن سبعين، فيلسوف ومتصوف أندلسي.
- ابن الضائع
- قطب الدين القسطلاني

## وفيات
- أبو عبد الله بن اللحام اللخمي
- ابن جبير
- ابن خمير السبتي

- أبو الحسين النيسابوري - عالم ومحدث بغدادي.